# 다비트 베넨트

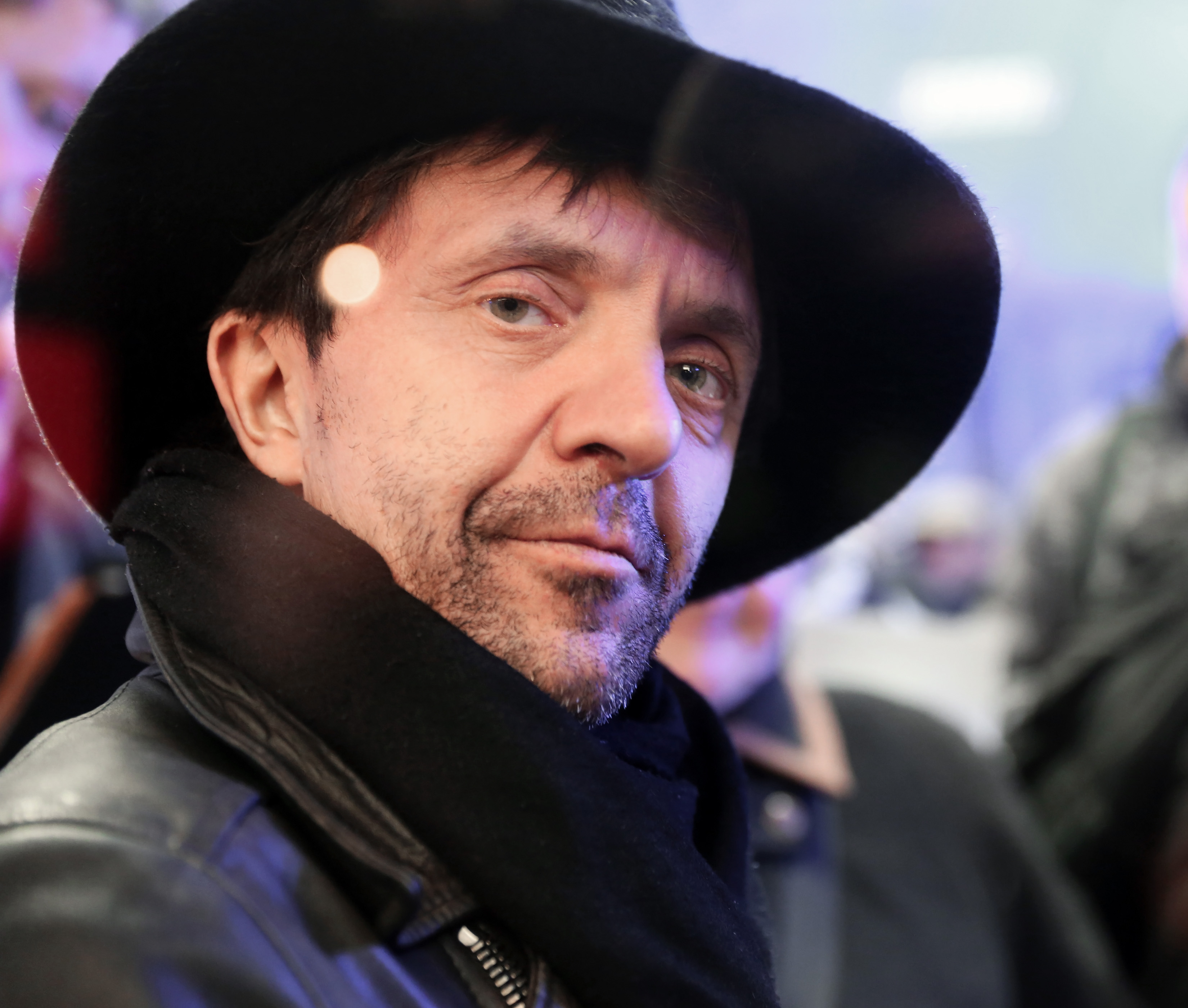

다비트 베넨트(언어 오류(ge): David Bennent, 1966년 9월 9일 ~ )은 스위스의 배우이다.
로잔에서 태어났다. 아버지 하인츠 베넨트는 독일 출신의 배우였고, 어머니 디안 망사르는 프랑스 출신의 댄서였다.

## 영화
- 포그 인 어거스트 (2016년)
- 플래니테리엄 (2016년)
- 미하엘 콜하스의 선택 (2013년) - 세자르 역
- 울잔 (2007년)
- 그녀는 날 싫어해 (2004년)
- 방콕 힐튼 (1989년)
- 리젠드 (1985년)
- 개같은 세상 (1984년)
- 양철북 (1979년)